# Herman Lewi
Herman Lewi (ur. 1880, zm. w styczniu 1943 w Kielcach) – kielecki przemysłowiec i działacz społeczny pochodzenia żydowskiego, przewodniczący zarządu żydowskiej gminy wyznaniowej. W latach 1916–1939 radny miejski. Właściciel fabryki mebli „Henryków”. 
Podczas okupacji niemieckiej objął funkcję przewodniczącego Judenratu po rezygnacji Mojżesza Pelca. Krytykowany za uległość wobec Niemców. Przeżył likwidację kieleckiego getta w sierpniu 1942. Pół roku później został rozstrzelany wraz z całą rodziną na terenie cmentarza żydowskiego na Pakoszu za posiadanie fałszywych dokumentów.